# Орден Кувейта
Орден Кувейта — государственная награда Кувейта.

## История
Орден Кувейта был учрежден эмиром Сабахом III 16 июля 1974 года с целью награждения граждан страны и иностранцев за особые заслуги перед нацией.
В 1991 году, после освобождения Кувейта от иракской оккупации, в статут ордена были внесены изменения, в том числе во внешний вид.

## Степени
Орден имеет пять классов, а также специальный класс для награждения принцев и руководителей государств.

## Описание

### Тип первый (1974—1991)
Знак ордена представлял собой пятиконечную орнаментальную звезду зелёной эмали с бортиком, наложенную на десятиконечную звезду, состоящую из разновеликих лучиков. В центре знака в круглом медальоне белой эмали с золотой оргаментальной каймой государственный герб в цветных эмалях.
Знак при помощи кольца крепится к орденской ленте.
Звезда ордена аналогична знаку, но большего размера.
 Лента ордена специального класса зелёного цвета с белыми полосками, отстающими от края.
 Лента ордена остальных классов красного цвета с белыми полосками, отстающими от края.

### Тип второй (1991—н.в.)
Знак ордена — восьмиконечная прямоугольная звезда, цвет эмали которой зависит от класса ордена. В центре звезды изображение государственного герба в цветных эмалях. Знак наложен на восьмиконечную звезду, состоящую из разновеликих двугранных лучиков (центральные лучики имеют бриллиантовую огранку).